# زلاتؤوست
زلاتؤوست (بالروسية: Златоуст) هي إحدى مدن روسيا في الكيان الفدرالي الروسي تشيليابينسك أوبلاست.

## أعلام
- بوريس شابوشنيكوف
- ألكسي رينكوف
- أناطولي كاربوف
- ليديا سكوبليكوفا